# پاکسازی بزرگ
پاکسازی بزرگ، تصفیه کبیر یا وحشت بزرگ به عملیات سرکوب سیاسی در اتحاد جماهیر شوروی سوسیالیستی بین سال‌های ۱۹۳۶ تا ۱۹۳۸ گفته می‌شود. این سرکوب‌ها شامل تصفیه وسیع در حزب کمونیست و مقامات دولتی شوروی، کولاک‌ها و فرماندهی ارتش سرخ، نظارت شدید پلیسی، شک خرابکاری، زندانی کردن، و اعدام دلبخواهی بود. دو سال آخر به عنوان شدیدترین دوران سرکوب که در زبان روسی به «یژوفشینا» که معمولاً به دوران یژُو یا «اعمال یُژو» ترجمه می‌شود، معروف شده است. این عنوان به جهت اقدامات نیکولای یژوف، کمیسر خلق در امور داخلی شوروی (ان‌کاوه‌ده) در این دوره مصطلح شده است.
این دوره معمولاً با حضور سراسری پلیس، مظنونیت همگانی به «خرابکاری»، محاکمه‌های نمایشی و زندان‌ها و اعدام‌های مخالفان تصویر می‌شود. ژوزف استالین رهبر وقت شوروی را مسئول اصلی پاکسازی بزرگ می‌دانند.

## ماجرا
سال‌های پاکسازی بزرگ (۱۹۳۸–۱۹۳۷) دوران «یژوفشینا» نامیده می‌شود؛ دورانی که نیکولای یژوف از ماه سپتامبر سال ۱۹۳۶ تا ماه نوامبر سال ۱۹۳۸ در رأس کمیساریای امور داخلی اتحاد شوروی قرار گرفته بود. استالین شخصاً دستور داده بود که یژوف وزیر امور داخلی شود و مورخان شکی ندارند که او زیردستان خود را به‌ویژه در کمیساریای امور داخلی، کاملاً تحت کنترل شخص خود قرار داده بود. یژوف به زیردستان خود دستور داد: «بدون هیچ حساب و کتابی بزنید و نابود کنید.» یژوف همچنین تصریح کرد: «اگر طی این عملیات، هزار آدمِ اضافی [افراد بی‌گناه] تیرباران شوند، این چیزِ چندان بزرگی نیست.»
هم‌زمان، یژوف به «اقلیت‌های ملی» نیز حمله کرد. این حمله در واقع جنایت بر اساس ملیت افراد، و عمدتاً علیه لهستانی‌ها و آلمانی‌تبارهای ساکن شوروی، بود. در یازدهم اوت، یژوف فرمان «شمارهٔ ۰۰۴۸۵» را به‌منظورِ نابودیِ «خرابکاران و گروه‌های جاسوسی لهستانی» صادر کرد. هدف از اجرای این فرمان، نابودی اغلب اعضای «حزب کمونیست لهستان»، لهستانی‌های عضو حزب کمونیست شوروی، و همهٔ افرادِ دارای ارتباط با سفارتخانه‌های خارجی بود، و البته به‌اضافه همسران و بچه‌های این افراد. مجموعاً حدود ۳۵۰۰۰۰ خارجی (که ۱۴۴۰۰۰ تن آن‌ها لهستانی بودند) طی عملیات مذکور دستگیر و ۲۴۷۱۵۷ تن آن‌ها (که ۱۱۰۰۰۰ تن آن‌ها لهستانی بودند) اعدام شدند. این در نوع خودش یک نسل‌کشیِ کوچک بود. در مجموع، بر اساس تازه‌ترین ارزیابی‌ها، ۱/۵ میلیون تن طی هر دوی این عملیات [سهمیه‌بندی‌ها و ملیت‌کشی‌ها] دستگیر و حدود ۷۰۰۰۰۰ تن آن‌ها تیرباران شدند.
به‌طور کلی اتهامی که به دگراندیشان زده می‌شد قصد استقرار سرمایه‌داری بود. آن‌ها حتی اسامیِ قربانیان را هم مشخص نمی‌کردند. به‌سادگی هرچه تمام‌تر، برای هر منطقه‌ای از کشور سهمیه‌های مرگ تعیین می‌کردند. به این ترتیب، حاکمان هر منطقه‌ای باید طی مدت‌زمان مشخصی هزاران نفر را بر اساس سهمیه‌ای که برای آن‌ها تعیین و مقرر شده بود، دستگیر و اعدام می‌کردند. در دوم ژوئیهٔ سال ۱۹۳۷، دفتر سیاسی به دبیر اول‌های مناطق دستور داد: «همهٔ عناصر معاند و شوروی‌ستیز را که توسط ترویکا محاکمه شده‌اند، دستگیر و تیرباران کنید.» ترویکا یک هیئت قضایی سه‌نفره مرکب از دبیر اول حزب منطقه، دادستان کل منطقه و رئیس ان‌کاوه‌ده منطقه بود. هدف عبارت بود از «خلاص شدن همیشگی از شرِ» دشمنان و همه کسانی که آموزش سوسیالیسم به آن‌ها ناممکن بود.

### محاکمه‌های نمایشی
در دوران پاکسازی بزرگ در اتحاد شوروی، محاکمه‌های نمایشی و فرمایشی متعددی شکل گرفت. این دادگاه‌های نمایشی از اوج جنگ قدرت میان استالینیست‌ها و بخشی از رقبای سیاسی چپ و میانه و راستگرای آن زمان در شوروی بود که از شروع انقلاب روسیه برای کسب قدرت در آن کشور در حال جدال بودند.
اعداد منتشرشده در مورد قتل‌عام مخالفان استالین در «پاکسازی» سال‌های ۱۹۳۶ تا ۱۹۳۸ متضاد است. بعضی از تاریخ‌نویسان از ۶ میلیون بازداشت‌شده و دو میلیون اعدامی صحبت می‌کنند. بخش دیگری از تاریخ‌نویسان رویزیونیستی این اعداد را مبالغه‌آمیز می‌خوانند.
طبق مدارک رسمی شوروی که در دوران نیکیتا خروشچف منتشر شده است، فقط در سال‌های ۱۹۳۷ و ۱۹۳۸، در حدود ۱٬۵۷۵٬۰۰۰ تن دستگیر شدند و در حدود ۸۵٫۴ درصد آن‌ها بالغ بر ۱٬۳۴۵٬۰۰۰ تن در دادگاه‌های نمایشی محکوم و ۶۹۲٬۶۸۱ تن آن‌ها اعدام شدند.
دادگاه‌های نمایشی و اعدام‌های دورهٔ پاکسازی بزرگ در این دورهٔ تاریخ شوروی، عملیات سیاسی اعضای حزب کمونیست و به‌طور مشخص شخص استالین بود.
هدف ابتدایی استالین به وجود آوردن یک سیستم اداری نظامی بود که حاضر به اطاعت از هر نوع دستور سیاسی دولتی باشد. تا دوران قبل از پاکسازی در ادارات دولتی شوروی، هنوز کارمندانی از دوران قبل از انقلاب اکتبر و به‌ویژه کارمندانی با گرایش‌های متفاوت سوسیال دموکراتیک، چپ و راست مشغول کار بودند که به نظر استالین «کارشناسان بورژوا» بودند.
استالین به‌خوبی آگاه بود که حتی بخش بزرگی از کارمندان کمونیست حاضر به اطاعت کورکورانه از او نیستند. از این رو در پی جایگزینی آن‌ها با کارمندان از دید خودش «لایق‌تر» بود.
استالین از هر نوع مخالفت وحشت داشت و به این دلیل همه دگراندیشان می‌بایست نابود می‌شدند. استالین فکر می‌کرد که هر چه «به سوسیالیسم نزدیک‌تر می‌شود، مبارزات نیز بایستی سرسختانه‌تر و تلخ‌تر» به پیش برده شود.

## نیروهای مسلح
ژوزف استالین با کنترل سفت و سخت بر ارکان اتحاد شوروی، در چند سال نخست حاکمیت خود قصدی بر تصفیه افراد نداشت. تا این که از سال ۱۹۲۹ با پدیداری نگرانی از نفوذ رقیب بزرگ و تبعید شده خود، لئون تروتسکی، توجه خود را معطوف ارتش سرخ کرد. در گونه‌ای از پاکسازی بدون خونریزی، در ابتدا مسئله تنها با تغییراتی در مقامات ارشد پیگیری شد که در آن افراد از جایگاه خود عزل و در بسیاری موارد تنها از خدمت مرخص می‌شدند تا استالین بتواند افراد مورد اعتماد خود همچون کلیمنت ووراشیلوف را بر پست‌های کلیدی بگمارد. بدین ترتیب در سال‌های ۱۹۲۹ و ۱۹۳۰ تنها ۴٫۷ درصد از نظامیان از مسند خود در حزب کمونیست شوروی اخراج و مجدداً در سال ۱۹۳۳ و ۱۹۳۴، این بار ۶٫۷ از اعضای نظامی دیگر تقلیل درجه یافته یا کنار گذاشته شدند.
آغاز مدرن‌سازی ارتش سرخ در جریان برنامه‌های پنج‌ساله، استالین را به نگرانی از تهدید پایه‌های قدرتش توسط یک ارتش احیا و تقویت شده انداخت. ترس یا آگاهی او از توطئه‌ای در میان رده‌های ارتش سرخ برای ساقط کردن او، سبب تلاش برای جلوگیری از آن با پاکسازی افراد شد که رفته‌رفته شدت بیشتری گرفت تا در نهایت در سال ۱۹۳۷ به یک پاکسازی بزرگ و همه‌گیر بدل گشت. پاکسازی بزرگ رده افسران شوروی را مضمحل کرد و تعداد آن‌ها را از بیش صدهزار نفر به نصف کاهش داد. تقریباً تمامی فرماندهی عالی ارتش سرخ به مشارکت در یک توطئه نظامی-سیاسی آلمان متهم شدند. هشت تن از این افراد پس از محاکمه در یک دادگاه نمایشی در ۱۱ ژوئن ۱۹۳۷، همگی اعدام و اجسادشان در گودالی زیر تلی از آهک زنده و خاک دفن شد. ژنرال میخائیل توخاچفسکی که از او با عنوان نابغه‌ترین ژنرال استالین یاد شده است، یکی از این افراد بود که پیش از این بدون سر و صدا دستگیر و به زندان لوبیانکا در مسکو منتقل شده بود. تظلم‌خواهی‌های ملتمسانه او به استالین و ووراشیلوف به جایی نرسید تا نهایتاً تحت شکنجه به این که مأمور آلمان بوده است، «اعتراف» کند. استالین مدعی شد او توسط یک جاسوس زن آلمانی و در تله‌ای از عسل به دام افتاده بوده است. این محاکمه صوری دروازه‌ای را گشود که سیل حاصل از آن موجب گرفتاری بسیاری دیگر از اعضا و کهنه‌سربازان ارتش سرخ به سرنوشت مشابهی شد. محاکماتی که به شکل میانگین تنها سه ماه به طول می‌انجامید و حکم آن مرگ یا در بهترین حالت ده سال کار اجباری بود. زندان‌های مختلف در مسکو و سایر شهرها شروع به پر شدن از افرادی که برچسب «دشمن خلق» بر آن‌ها می‌خورد، کردند. تمامی قضات همان محاکمه نمایشی نخست نیز به جز سیمیون بودیونی، بوریس شابوشنیکوف و وازیلی اولریخ اعدام شدند. با این وجود، همچنان امکان دارد سرویس اطلاعاتی آلمان در کنار ان‌کاوه‌ده در واقع با جعل مدارک و سرنخ‌ها در حال تأمین خوراک برای پارانویای استالین بوده باشند تا شوروی به دست خود ارتش سرخ را تضعیف نماید. موضوع متهم شدن توخاچفسکی به خیانت را نیز از همین محل دانسته‌اند.
بدین ترتیب در مجموع حدوداً ۹۰ درصد ژنرال‌ها و ۸۰ درصد سرهنگ‌ها ناپدید شدند. سه تن از پنج مارشال اتحاد جماهیر شوروی، ۷۵ تن از ۸۰ عضو شورای عالی نظامی، یازده نایب کمیسار دفاع، سیزده تن از پانزده فرمانده ارتش‌ها، ۵۷ تن از ۸۵ فرماندهان سپاه‌ها، ۱۱۰ تن از ۱۹۵ فرمانده لشکرها و ۲۲۰ تن از ۴۰۶ فرمانده تیپ‌ها در عرض یک سال معدوم شدند. قریب به چهل هزار افسر ارشد و میان‌رده از جایگاه خود عزل، اعدام، زندانی یا به اردوگاه‌های کار اجباری تبعید گشتند. به فرماندهان محلی و افسران جزء نیز رحم نشد. این برای نخستین بار بود که افسران یک ارتش وفادار و شکست‌نخورده، توسط دولت خودشان به شکل نظام‌مند در دوران صلح از میان می‌رفتند.
نظامیان مستقر در خاور دور تا ماه مه سال ۱۹۳۸ دست نخورده باقی مانده بودند تا این که نهایتاً با ورود عناصر ان‌کاوه‌ده به آن منطقه، مارشال واسیلی بلیوخر، فرمانده نیروهای خاور دور در کنار بسیاری دیگر نیز از پاکسازی در امان نماند. در نتیجه نابسامانی در این منطقه به پا شد تا ژاپنی‌ها با استفاده از شرایط مرزهای شوروی و دولت مورد حمایت آن در مغولستان را مورد دست اندازی قرار دهند. در حقیقت هیچ بخشی از نیروها حتی قوای اعزامی ارتش سرخ به جنگ داخلی اسپانیا از تصفیه در امان نماندند. در این میان نیروی دریایی شوروی به تعداد بیشتری افسر ارشد نسبت به نیروی زمینی در این پاکسازی از دست داد. دریابد ولادیمیر اورلف، فرمانده نیروی دریایی، روموآلد موکلویچ، کمیسار صنعت کشتی‌سازی و چهار تن از پنج فرمانده ارشد نیروی دریایی همگی اعدام شدند. پاکسازی اثر مخربی بر نیروی هوایی گذاشت. این نیرو بیش از یک سوم افسران خود را در سال ۱۹۳۷ از دست داد. قریب به ۴۸۰۰ نفر از نفرات نیروی هوایی اخراج گشتند که نزدیک به ۱۶۰۰ نفر آن‌ها از جمله فرمانده نیروی هوایی، دو رئیس ستاد، بیشتر فرماندهان هوایی مناطق نظامی و رئیس آموزش هوایی، بازداشت شدند. تولیدکنندگان و طراحان هواگرد نیز مورد هدف قرار گرفتند تا پیشگامی شوروی در صنعت هوایی به پایان برسد. تمامی اعضای ستاد مؤسسه تحقیقات صنعت هوانوردی نیز دستگیر شدند. با اعدام روبرت آیدمن، نخستین فرمانده جامعه اوسوآویاخیم که موجب فراگیری هوانوردی و مراکز آموزش خلبانی در سرتاسر شوروی شده بود، به اتهام «تروتسکیسم» در سال ۱۹۳۷، ضربه و عقب‌گرد بزرگی به این پیشرفت‌ها وارد آمد.
در مجموع تعداد بسیار اندکی همچون ژنرال کیریل میریتسکوف توانستند از زیر این غلتک اتهام و انهدام جان به در ببرند. پاکسازی بزرگ بر همان کسانی که جان به در بردند نیز اثر گذاشت. اطاعت حزبی جای هر ملاحظه دیگری را گرفت و هر کوتاهی در این زمینه موجب تشکیک در وفاداری افراد می‌شد. ارتش سرخ پر از افراد «بله قربان گو» شده بود که قابلیت فردی لازم جهت طرح‌ریزی و اقدام مستقلانه نداشتند. ارتش با وجود بزرگی در اندازه به یک «ببر کاغذی» بدل شد که بدون مهارت و ساختار اداری لازم دیگر قادر به اجرای تحرکات پیچیده نبود. این پاکسازی نه تنها افراد بلکه افکار را نیز مورد هدف قرار داد. وقتی میخائیل توخاچفسکی، بانی نظریه «عملیات در عمق» از صحنه حذف شد، تمامی آرا و اقدامات او در پیشبرد ارتش سرخ به سمت یک نیروی مکانیزه نوین نیز با عنوان «ایده‌های امپریالیستی بورژوازی که با رویکردی مکانیکی تجهیزات را بیش از اندازه بزرگ کرده و انسان‌ها را کوچک می‌کند» از میان رفت.
با این پاکسازی فرماندهی و کنترل بر ده منطقه نظامی شوروی که موظف به دفاع از مرزهای کشور بودند، از هم پاشد. با دستگیر شدن فرماندهان چهار منطقه نظامی کلیدی غربی شامل لنینگراد، بلاروس، کیف و ولگا، دفاع از اراضی غربی اتحاد شوروی به خطر افتاد. این شرایط ارتش سرخ باعث شد آدولف هیتلر، پیشوای آلمان تصور کند ورماخت با عملیات بارباروسا خواهد توانست شوروی را تنها در عرض فصل تابستان سال ۱۹۴۱ به زانو درآورد و این خود استالین بود که او را متقاعد ساخت توانایی این را دارد که ارتش به ظاهر قدرتمند اما در اصل تضعیف شده سرخ را شکست دهد. مجموعه این اقدامات برای تاریخ‌دانان کافی بود تا بزرگ‌ترین دشمن ارتش سرخ را در این دوره نه آلمانی‌ها بلکه رهبران شوروی و در راس آن‌ها ژوزف استالین در انتخاب بدترین زمان برای پاکسازی بدانند. نیکیتا خروشچف، عضو شورای پولیتبرو که بعدها رهبر اتحاد جماهیر شوروی نیز شد، در این باره می‌گوید: «اگر رده بالای فرماندهی ارتش سرخ از میان نمی‌رفت ما می‌توانستیم تهاجم فاشیست‌ها را بسیار راحت‌تر دفع کنیم.»

## یادداشت
1. ↑  Yezhovshchina